# Linares de Riofrío
Linares de Riofrío és un municipi de la província de Salamanca de la comunitat autònoma de Castella i Lleó.
És el poble on va néixer el filòsof Fernando Broncano Rodríguez.